# Churáňov (rozhledna)
Churáňov je rozhledna zprovozněná na bývalém skokanském můstku mezi místními částmi Churáňov a Zadov obce Stachy v okrese Prachatice.

## Historie
V roce 1978 byl na místě zbudován skokanský můstek. Od roku 1993 se začalo přemýšlet o zpřístupnění dosluhující věže coby rozhledny. V roce 1996 se zde konal ještě závod O pohár Šumavy. Po roce 2000 byla však věž uzavřena a byla využívána jen coby mobilní vysílač v majetku Československého svazu tělesné výchovy a sportu (ČSTV). Turisté však vež navštěvovali nelegálně nadále.
V roce 2014 obdržela Česká unie sportu (ČUS), která od ČSTV věž převzala, z Regionálního operačního programu Jihozápad v rámci projektu „Sport park Zadov – Kobyla“ dotaci na rekonstrukci vyhlídkové věže ve výši zhruba 3,4 mil. Kč. Dalších cca 5 mil. ČUS dofinancovala z vlastních zdrojů.
Od srpna 2014 prováděla společnost Stavoplast KL spol., s.r.o. ze Stachů celkovou rekonstrukci věže. Mezi provedené úpravy patřila především výměna oken, výstavba nového titanzinkového schodiště, oprava vyhlídkové plošiny a antikorozní nátěr nosné konstrukce. Na jihozápadní straně věže byla vystavěna horolezecká stěna. V blízkosti věže bylo taky vybudováno dětské hřiště. Slavnostní otevření zrekonstruované rozhledny proběhlo 26. června 2015.